# Ozegna
Ozegna é uma comuna italiana da região do Piemonte, província de Turim, com cerca de 1.151 habitantes. Estende-se por uma área de 5 km², tendo uma densidade populacional de 230 hab/km². Faz fronteira com Castellamonte, Bairo, Agliè, San Giorgio Canavese, Rivarolo Canavese, Ciconio.

## Demografia
| Variação demográfica do município entre 1861 e 2011                               |
|                                                                                   |
| Fonte: Istituto Nazionale di Statistica (ISTAT) - Elaboração gráfica da Wikipedia |